# Vasyl Melnychuk
Vassyl Melnytchouk en ukrainien : Василь Мельничук ; en anglais : Vasyl Melnychuk ou sous la forme russifié Vasily Melnichuk, né le 18 février 1957, est un ancien arbitre ukrainien de football, affilié à Simferopol. 
Arbitre de 1992 à 2006, il arbitra 190 matchs en D1 ukrainienne.

## Biographie
En 1979, Vassyl Melnytchouk est diplômé de l'Institut de génie civil d'Odessa avec un diplôme en génie civil. De 1979 à 1989, il a travaillé dans des organisations de construction à Simferopol. Depuis 1990, il était à la tête de la structure commerciale.

## Carrière d'arbitre
Il a officié dans plusieurs compétitions  : 
- Coupe du monde de football des moins de 17 ans 1995 (2 matchs)
- Coupe d'Ukraine de football 1997-1998 (finale aller)
- Coupe d'Ukraine de football 1998-1999 (finale)
- Coupe d'Ukraine de football 1999-2000 (finale)
- Coupe de la CEI de football 2000 (finale)
- Coupe d'Ukraine de football 2000-2001 (finale)
- Coupe d'Ukraine de football 2001-2002 (finale)